# Hanna Suchocka
Hanna Stanisława Suchocka (ur. 3 kwietnia 1946 w Pleszewie) – polska polityk, prawniczka, dyplomatka i nauczycielka akademicka, w latach 1992–1993 prezes Rady Ministrów. Dama Orderu Orła Białego.
Doktor habilitowana nauk prawnych, profesor nadzwyczajny Uniwersytetu im. Adama Mickiewicza w Poznaniu. Jedna z założycieli i liderów Unii Demokratycznej, a następnie Unii Wolności, w latach 1997–2000 minister sprawiedliwości i prokurator generalny w rządzie Jerzego Buzka, w latach 2001–2013 ambasador RP przy Stolicy Apostolskiej oraz Zakonie Maltańskim. Posłanka na Sejm PRL VIII kadencji (1980–1985), Sejm kontraktowy (1989–1991) oraz Sejm I, II i III kadencji (1991–2001), w latach 2015–2016 pierwsza wiceprzewodnicząca komisji weneckiej. 

## Życiorys

### Wykształcenie i praca naukowa
Ukończyła Liceum Ogólnokształcące im. Stanisława Staszica w Pleszewie (1963), a w 1968 studia na Wydziale Prawa i Administracji Uniwersytetu im. Adama Mickiewicza w Poznaniu. W 1975 na tej samej uczelni uzyskała stopień naukowy doktora w zakresie nauk prawnych na podstawie rozprawy przygotowanej pod kierunkiem profesora Feliksa Siemieńskiego pt. Konstytucyjne gwarancje praworządności w europejskich państwach socjalistycznych. W 2015 habilitowała się na UAM na podstawie oceny dorobku naukowego i rozprawy pt. Konstytucje państw Europy Środkowo-Wschodniej jako wyraz i narzędzie transformacji ustrojowej. W latach 1969–1972 odbyła aplikację radcowską. Pracowała jako stażystka na macierzystym wydziale (1968–1969), była pracownikiem naukowym w Instytucie Przemysłu Drobnego i Rzemiosła (1969–1972), adiunktem w Katedrze Prawa Konstytucyjnego WPiA UAM (1972–1990) oraz w poznańskim oddziale Instytutu Nauk Prawnych Polskiej Akademii Nauk (1990–2013). W 1986 odbyła staż w Instytucie Maxa Plancka w Heidelbergu. W 1995 była profesorem wizytującym na Uniwersytecie Georgetown. Od 1988 do 1992 była wykładowczynią na Wydziale Prawa, Prawa Kanonicznego i Administracji Katolickiego Uniwersytetu Lubelskiego, następnie w Instytucie Duszpasterstwa Emigracyjnego im. Kardynała Augusta Hlonda w Poznaniu. W 1990 została adiunktem w Centrum Praw Człowieka Instytutu Państwa i Prawa Polskiej Akademii Nauk w Poznaniu. Wykładała także w Krajowej Szkole Administracji Publicznej. Została profesorem Papieskiej Akademii Nauk Społecznych oraz profesorem nadzwyczajnym na WPiA UAM, na którym od 2015 do 2018 kierowała Katedrą Prawa Konstytucyjnego.

### Działalność publiczna w PRL
Od 1969 należała do Stronnictwa Demokratycznego. Zasiadała w jego władzach lokalnych, regionalnych i krajowych. Była m.in. członkinią prezydium i wiceprzewodniczącą miejskiego komitetu w Poznaniu, sekretarzem i wiceprzewodniczącą uczelnianego komitetu na Uniwersytecie im. Adama Mickiewicza oraz członkinią prezydium i wiceprzewodniczącą wojewódzkiego komitetu w Poznaniu. W kadencji 1976–1981 zasiadała w Centralnej Komisji Rewizyjnej w Warszawie. Stronnictwo Demokratyczne rekomendowało ją do Rady Narodowej miasta Poznania (1973–1975) oraz do Wojewódzkiej Rady Narodowej (1975–1980). W wyborach parlamentarnych w 1980 została posłanką na Sejm PRL VIII kadencji w okręgu Poznań. W latach 1980–1981 działała w Niezależnym Samorządnym Związku Zawodowym „Solidarność”. Współpracowała z Ośrodkiem Badań Społeczno-Politycznych przy zarządzie Regionu Wielkopolska.
8 października 1982 wraz z czterema innymi posłami Stronnictwa Demokratycznego opowiedziała się przeciwko ustawie delegalizującej NSZZ „Solidarność”, za co została zawieszona w prawach członka SD oraz wykluczona z prac Klubu Poselskiego SD (przez Prezydium CK SD), następnie zaś upomniana za złamanie dyscypliny partyjnej (przez Centralny Sąd Partyjny). W lutym 1984 wraz z Dorotą Simonides i Zbigniewem Kledeckim odeszła z SD – powodem był sprzeciw wobec poparcia przez SD niedemokratycznej ordynacji do wyborów samorządowych. Przez ponad rok pozostawała posłanką bezpartyjną.

### Działalność publiczna w III RP
W latach 1989–2001 sprawowała mandat posłanki na Sejm, będąc kolejno wybieraną: na X kadencję z ramienia Komitetu Obywatelskiego, na I i II kadencję z listy Unii Demokratycznej, a na III kadencję z listy Unii Wolności. W 2001 nie ubiegała się o reelekcję. W latach 1989–1992 była wiceprzewodniczącą Komisji Ustawodawczej. Była też członkinią delegacji polskiej do Zgromadzenia Parlamentarnego Rady Europy, a także wiceprzewodniczącą tego gremium.
10 lipca 1992 uzyskała poparcie Sejmu, obejmując urząd prezesa Rady Ministrów, następnego dnia Sejm powołał jej koalicyjny rząd, który tworzyło siedem partii o charakterze centrowym i prawicowym (Unia Demokratyczna,
Kongres Liberalno-Demokratyczny, Zjednoczenie Chrześcijańsko-Narodowe, Polski Program Gospodarczy, Stronnictwo Ludowo-Chrześcijańskie, Partia Chrześcijańskich Demokratów i Polskie Stronnictwo Ludowe – Porozumienie Ludowe). Jej gabinet uzyskał również poparcie m.in. posłów NSZZ „Solidarność” i Mniejszości Niemieckiej. Rząd został odwołany przewagą jednego głosu 28 maja 1993 w wyniku tzw. niekonstruktywnego wotum nieufności zgłoszonego przez Alojzego Pietrzyka z NSZZ „S”. Obowiązki premiera pełniła do 26 października 1993. Była pierwszą w historii kobietą sprawującą urząd premiera RP, a drugą w regionie (po Kazimirze Prunskienė). Jej rząd opracował Program Powszechnej Prywatyzacji (PPP), reformę samorządową zakładającą m.in. wprowadzenie powiatów i dużych województw, ustawę o restrukturyzacji finansowej przedsiębiorstw i banków, a także wynegocjował Pakt o Przedsiębiorstwie Państwowym w Trakcie Przekształcania. Zdecydowana większość planowanych reform – np. kolejny etap reformy samorządowej – została zarzucona przez rządy SLD-PSL w latach 1993–1997.
W okresie II kadencji Sejmu zasiadała w Komisji Konstytucyjnej Zgromadzenia Narodowego. Była również członkinią Komisji Mądrości Rady Europy oraz przewodniczącą Forum Polsko-Ukraińskiego. W 1995 była jednym z kandydatów na urząd prezydenta w wewnątrzpartyjnym głosowaniu, jednak przegrała z Jackiem Kuroniem i Januszem Onyszkiewiczem. W szeregach Unii Wolności – m.in. wraz z Tadeuszem Mazowieckim, Tadeuszem Syryjczykiem i Edwardem Wende – reprezentowała frakcję konserwatywną, przeciwną współpracy z Sojuszem Lewicy Demokratycznej i Unią Pracy, opowiadającą się za uwzględnieniem chrześcijańskiej wrażliwości w programie ugrupowania.
W 1997 w rządzie Jerzego Buzka z rekomendacji Unii Wolności objęła stanowisko ministra sprawiedliwości i prokuratora generalnego. Jej kandydatura wzbudziła kontrowersje wśród części działaczy współtworzącego Akcję Wyborczą Solidarność Porozumienia Centrum, gdyż w sierpniu 1997 jej rząd został oskarżony przez Zbigniewa Siemiątkowskiego o tolerowanie rzekomej inwigilacji opozycyjnych partii politycznych. W 1998 uczestniczyła w spotkaniu Grupy Bilderberg. W 1999 była kandydatką rządu na sekretarza generalnego Rady Europy (nie została poparta przez frakcję socjaldemokratów, w tym posłów SLD). Po rozpadzie koalicji w 2000 podała się do dymisji z funkcji ministra, została odwołana ze stanowiska 8 czerwca 2000.
5 października 2001 została mianowana ambasadorem RP przy Stolicy Apostolskiej, a 13 czerwca 2002 dodatkowo ambasadorem przy Suwerennym Wojskowym Zakonie Maltańskim. Z obu tych stanowisk została odwołana w dniu 19 czerwca 2013 z mocą od 30 czerwca 2013. W 2014 powołana w skład nowo powstałej Papieskiej Komisji ds. Ochrony Nieletnich, mającej walczyć z pedofilią w Kościele katolickim. Zasiadała w tym gremium przez dwie kadencje do 2022.
W latach 1991–2016 była członkinią Europejskiej Komisji na rzecz Demokracji przez Prawo (tzw. komisji weneckiej), pełniła funkcję pierwszej wiceprzewodniczącej komisji. Była też przewodniczącą Rady Powierniczej Zamku Królewskiego w Warszawie. W czerwcu 2016 powołana na honorową przewodniczącą Europejskiej Komisji na rzecz Demokracji przez Prawo.
W lutym 2019 została jednym z sygnatariuszy deklaracji o powołaniu Koalicji Europejskiej przed wyborami do Parlamentu Europejskiego w tym samym roku.
Jest autorką książki Rzymskie pasje. Kościoły Stacyjne Wiecznego Miasta (Rosikon Press, Izabelin-Warszawa 2013).

## Życie prywatne
Jej babka Anna Suchocka była działaczką społeczną i katolicką, sprawowała mandat posłanki na Polski Sejm Dzielnicowy w Poznaniu (1918). Córka Józefa Suchockiego oraz Wandy z domu Bączkowskiej. Ma siostrę Elżbietę. Jej rodzice prowadzili prywatną aptekę.
Nie założyła rodziny. Biegle posługuje się językiem angielskim, francuskim, niemieckim i włoskim.

## Wyniki wyborcze
| Wybory | Komitet wyborczy | Komitet wyborczy                  | Organ                  | Okręg             | Wynik            |
| ------ | ---------------- | --------------------------------- | ---------------------- | ----------------- | ---------------- |
| 1980   |                  | Front Jedności Narodu             | Sejm PRL VIII kadencji | nr 52             | [ 7 ]            |
| 1989   |                  | Komitet Obywatelski „Solidarność” | Sejm X kadencji        | nr 79             | 128 234 (71,62%) |
| 1991   |                  | Unia Demokratyczna                | Sejm I kadencji        | nr 18             | 5808 (1,36%)     |
| 1993   | Sejm II kadencji | Unia Demokratyczna                | nr 35                  | 108 872 (20,15%)  |                  |
| 1997   |                  | Unia Wolności                     | nr 35                  | Sejm III kadencji | 62 806 (12,44%)  |

## Odznaczenia i wyróżnienia
- Order Orła Białego (2014)[39][40]
- Wielki Krzyż Orderu Piusa IX (Stolica Apostolska, 2004)
- Komandor Legii Honorowej (Francja, 2016)[41]
- Doktorat honoris causa Uniwersytetu Oklahomy (1993)[42], Uniwersytetu Kardynała Stefana Wyszyńskiego (2011)[43], Papieskiego Uniwersytetu Laterańskiego (2012)[44], Uniwersytetu Mikołaja Kopernika w Toruniu (2021)[45]
- Człowiek Roku tygodnika „Wprost” (1992)
- Tytuł honorowego obywatela Grodziska Wielkopolskiego (1997) i Poznania (2012)[46]
- Złoty Medal Fundacji im. Jeana Monneta w Lozannie za działalność na rzecz integracji europejskiej i praw człowieka (1992)
- Międzynarodowa Nagroda na rzecz Pokoju, Wolności i Współpracy w Europie im. św. Wojciecha, przyznawana osobom, które przyczyniły się do umacniania więzi i zacieśniania kontaktów między zachodnią i środkową Europą (2015)[47]
- Nagroda im. bp. Tadeusza Pieronka „In veritate” (2019)[48][49]
- Nagroda Jana Nowaka-Jeziorańskiego (2020)[50]
- Złoty Hipolit (2020)[51]
- Nagroda „Stukot’56 – odgłosy Czerwca” (2024)[52]
- Tytuł „Kobieta Roku” miesięcznika „Twój Styl”[53]
- Medal 105-lecia Lubelskiego Urzędu Wojewódzkiego (2025)[54]